# Jan Zalasiewicz
Jan Zalasiewicz (ur. 1954 w Manchesterze) – brytyjsko-polski geolog, wykładowca na Uniwersytecie w Leicesterze. Laureat nagrody Ig Nobla.

## Życiorys
Jego rodzice wydostali się z Syberii z armią Andersa. Kierował Grupą Roboczą do spraw Antropocenu w latach 2009–2020.

## Publikacje
- Publikacje naukowe w google.scholar (ang.).
- Korespondencja do „The Palaeontological Association” (ang.).
- The Earth After Us, ISBN 978-0-19-921497-6.